# Кохановский, Пётр (поэт)

Герб Корвин

Пётр Кохановский (1566, Сыцына-Пулноцна (ныне Мазовецкое воеводство, Польша) - 2 августа 1620, Краков, Речь Посполитая) — польский поэт, переводчик, королевский секретарь (с 1602), член мальтийского ордена.

## Биография
Представитель  шляхетского рода Кохановских герба Корвин. Сын поэта Миколая Кохановского (1533-1582). Племянник Яна Кохановского, великого национального польского поэта эпохи Возрождения.
В молодости, вероятно, служил при дворах магнатов. С 1583 года вместе со своими братьями Яном и Пшемыславом обучался в Кёнигсбергском университете, с 1588 года продолжил учёбу в университете Падуи. 
В июне 1595 года прибыл в Неаполь. В начале 1600-х годов вернулся на родину. Начиная с 1602 года, служил королевским секретарём, выполнял различные миссии в Польше. В 1611 году поселился в Кракове. Несколько раз побывал в Италии. С 1616 года полностью посвятил себя литературной деятельности, пользуясь помощью своего друга и покровителя Яна Тенчиньского, виночерпия польской королевы, позже ставшего воеводой краковским.
Умер 2 августа 1620 года в Кракове и был похоронен во францисканской церкви, где сохранилось его надгробие.

## Творчество
Известен, главным образом, как выдающийся переводчик литературы эпохи Возрождения.
В 1618 году в Кракове издал перевод поэмы Торквато Тассо «Освобождённый Иерусалим» («Goffred abo Jeruzalem wyzwolona»). Ему также принадлежит перевод рыцарской поэты Лудовико Ариосто «Неистовый Роланд».
Сын Петра Кохановского — Самуэль был художником и гравёром.